# Simon & Garfunkel
Simon & Garfunkel là đôi song ca người Mỹ gồm hai thành viên: ca sĩ-nhạc sĩ Paul Simon và ca sĩ Art Garfunkel. Hai người cùng thành lập nhóm nhạc có tên Tom & Jerry năm 1957 và đạt thành công đầu tiên với một hit nhỏ "Hey Schoolgirl". Dưới cái tên Simon & Garfunkel, cặp song ca bắt đầu giành được sự chú ý bằng hit lớn "The Sound of Silence". Âm nhạc của họ tiếp tục được phổ biến rộng rãi nhờ việc phụ trách phần nhạc phim của bộ phim nổi tiếng do Mike Nichols làm đạo diễn The Graduate.
Simon & Garfunkel đặc biệt nổi tiếng nhờ nghệ thuật hòa âm độc đáo không thể bắt chước, đã đưa họ trở thành một trong những nghệ sĩ thành công nhất của thập niên 60. Những hit lớn của họ bao gồm:"The Sound of Silence", "Bridge over Troubled Water", "Homeward Bound", "A Hazy shade of winter","Mrs Robinson", "The Boxer", " Cecilia" và "Scarborough Fair/ Canticle" xếp vị trí thứ nhất trên một vài bảng xếp hạng. Cặp song ca cũng đã nhận được 9 giải Grammy, được vinh danh tại Rock & Roll Hall of Fame năm 1990 và Long Island Music Hall of Fame năm 2007.
Mối quan hệ thỉnh thoảng không mấy tốt đẹp giữa hai thành viên đã dẫn tới album cuối cùng được phát hành vào năm 1970 Bridge over Troubled Water sau nhiều tháng bị trì hoãn cùng những bất đồng trong quan điểm nghệ thuật,sau đó Simon & Garfunkel tan rã. Bridge Over Troubled Water là album thành công nhất của cặp song ca, xếp vị trí thứ nhất trên nhiều bảng xếp hạng, trong đó có Anh, Mỹ, nhận được 8 chứng nhận Đĩa Bạch kim, đồng thời xếp thứ nhất trong số những album bán chạy số một tại Mĩ, thứ hai toàn thế giới. Sau khi đường ai nấy đi, Simon & Garfunkel thỉnh thoảng tái hợp một vài lần, trong đó nổi tiếng nhất là buổi hòa nhạc miễn phí tại Central Park năm 1981, thu hút hơn 500000 khán giả, xếp thứ 7 trong số những buổi biểu diễn được chú ý nhất trong lịch sử. Năm 2004, cặp song ca được Tạp chí âm nhạc Rolling Stone xếp hạng 40 trong số 100 nghệ sĩ lớn nhất mọi thời đại.

## Lịch sử ban nhạc

### Thời kì đầu
Là bạn thân từ thuở ấu thơ, Paul Simon (sinh ngày 13/10/1941) và Arthur Garfunkel (sinh ngày 5/11/1941) cùng lớn lên tại Forest Hills, Queens, NYC, chỉ cách nhau vài tòa nhà. Họ gặp nhau lần đầu tại trường tiểu học PS164 năm 1953 trong vở kịch tốt nghiệp "Alice ở xứ sở diệu kì" (Simon vào vai White Rabbit còn Garfunkel vào vai Cheshire Cat). Cả hai đều là bạn học tại trường cơ sở Parson, trường trung học Forest Hills và bắt đầu biểu diễn chung từ những năm cấp 2 dưới cái tên Tom & Jerry (Simon là Jerry Landish còn Garfunkel là Tom Graph). Họ bắt đầu tự viết bài hát của riêng mình vào năm 1955 và có ghi âm chuyên nghiệp đầu tiên "Hey Schoolgirl" cho hãng Big Records năm 1957. Được phát hành dưới dạng đĩa vinyl 45 rpm và 78 rpm có kèm theo một bài hát có tên "Dancin' Wild", single " Hey Schoolgirl" leo lên vị trí 49 trên bảng xếp hạng của tạp chí Billboard. Cả Simon & Garfunkel đều thừa nhận chịu ảnh hưởng rất lớn của The Everly Brothers và hầu hết những bài hát thời kì đầu của họ đều thể hiện rất rõ những nét ảnh hưởng này.
Sau thành công nhỏ của " Hey Schoolgirl" cặp song ca cũng đã có cơ hội được hát trong chương trình American Bandstand ngay sau màn biểu diễn "Great Balls of Fire" của Jerry Lee Lewis.
Những cố gắng tiếp theo vào năm 1958 không khiến ban nhạc giành được thành công, Tom & Jerry tan rã, Simon và Garfunkel đi theo những con đường khác nhau, Simon đăng ký vào Đại học Queens còn Garfunkel theo đuổi Đại học Columbia ở Mahattan. Khi ở đại học, hai người đều tham gia vào Alpha Epsilon Pi, một tổ chức dành cho những sinh viên Do Thái.
Năm 1963, Simon bắt đầu cảm thấy hứng thú với bối cảnh nhạc folk thời bấy giờ, ông bắt đầu thay đổi phong cách viết nhạc viết những bài hát trưởng thành hơn trong giai điệu và nội dung, Simon cũng đã cho Garfunkel xem một số bài hát mà sau này có mặt trong album đầu tiên của họ "Sparrow", "Bleecker Street" và "He Was my Brother", bài hát tưởng nhớ Andrew Goodman, người bạn cùng lớp trước đây của Paul Simon, một trong ba công nhân bị giết trong vụ đấu tranh quyền công dân ở Neshoba County, Mississippi ngày 21/6/1964.
Năm 1964, cặp song ca có lần ra mắt đầu tiên với hãng ghi âm Columbia Records, Clive Davis, giám đốc của hãng lúc bấy giờ đã quyết định ký với hai người hợp đồng đầu tiên và gọi họ dưới tên thật: Simon & Garfunkel. Album thứ nhất của nhóm có tên Wednesday Morning 3AM được phát hành vào ngày 19/10/1964 ban đầu thất bại về thương mại và không nhận được bất kì tín hiệu tốt nào từ giới phê bình.

### Lần tan rã đầu tiên
Sau thất bại của album đầu tiên, Simon đến Anh tiếp tục theo đuổi sự nghiệp solo, biểu diễn tại Les Cousins, The Troubadour ở Luân Đôn và một số câu lạc bộ folk địa phương. Trong thời gian này ông cũng đã phát hành album solo The Paul Simon Songbook năm 1965. Được ghi âm vào tháng 7,8 tại Levy's Studio, Luân Đôn, album phát hành dưới dạng LP nhưng sau đó bị xóa đi vào năm 1979 theo yêu cầu của Simon rồi lại được phát hành lại năm 2004 có kèm theo một số bài hát khác, dưới dạng CD. Trong thời gian ở Luân Đôn, ông cũng hợp tác với Bruce Woodley của The Seekers trong một số ghi âm: "I Wish You Could Be Here", "Cloudy", "Red Rubber Ball", sau này đã trở thành hit xếp thứ nhất tại bảng xếp hạng US của The Cyrkle năm 1966.
Khi Simon đang ở Anh, mùa hè năm 1965, đài radio ở quanh vùng Cocoa Beach và Gainesville, Florida bắt đầu nhận được những yêu cầu cho một ca khúc trong Wednesday Morning 3AM có tên "The Sound of Silence". Ca khúc này cũng đã được phát trên làn sóng radio ở Boston. Nắm lấy cơ hội đó, nhà sản xuất người Mỹ, Tom Wilson, lấy cảm hứng từ thành công lớn của The Byrds trên phiên bản ghi ta điện những ca khúc của Bob Dylan đã cùng với ban nhạc cộng tác với Bob Dylan trước đó trong ca khúc hit "Like A Rolling Stone" phối thêm tiếng ghi ta điện, ghi ta bass, trống vào bản "The Sound of Silence" gốc rồi phát hành lại nó dưới dạng single kèm theo một ca khúc "We've Got a Groovy Thing Goin'". Ngay cả Paul Simon cũng hoàn toàn không hề biết về điều này cho đến khi ca khúc lọt vào Top 40. Đầu năm 1966, ca khúc vươn lên vị trí thứ nhất trên bảng xếp hạng Billboard.

### Hợp nhóm và thành công
Năm 1966, Paul Simon trở về Mĩ tái hợp với Art Garfunkel, hai người cùng ghi âm một số bài hát với phong cách tương tự như "The Sound Of Silence" nhưng không thành công. Ngày 17/2/1966, Simon & Garfunkel phát hành album Sounds Of Silence, album xếp hạng 21 trên Billboard Top Album, chủ yếu nhờ thành công của bài hát nhan đề, trong khi Wednesday Morning 3AM cũng được phát hành lại đạt hạng 30. Cùng vào đó là các bài hát Simon trước đã ghi âm trong The Paul Simon Songbook được phối lại trên phiên bản ghi ta điện như "I Am a Rock"(single vươn lên vị trí thứ 3 trên bảng xếp hạng mùa hè năm 1966), "Leaves That Are Green", "A Most Peculiar Man", "April Come She Will", "Kathy's Song".
Nhiều ca khúc hit đã liên tục ra đời, bao gồm "Scarborough fair/Canticle", được viết lại bởi Martin Carthy dựa trên một bài dân ca cổ của Anh và "Homeward Bound" (single sau đó đã vươn lên hạng 5 tại Mĩ) được Paul Simon viết khi ông đang trên đường biểu diễn trong các câu lạc bộ folk khắp nước Anh năm 1965.
Một số bài hát trong The Paul Simon Songbook tiếp tục được trình bày lại trong album thứ hai Parsley, Sage, Rosemary and Thyme, phát hành vào ngày 10/10/1966 bao gồm cả "Cloudy", ca khúc Simon đồng sáng tác cùng Bruce Woodley của The Seekers. Album đạt thành công lớn, xếp thứ 4 trên Billboard và được coi là album khuôn mẫu của nhạc folk. Năm 2003, Rolling Stone xếp nó ở vị trí 201 trong số 500 album hay nhất mọi thời đại.
Đầu năm 1967, Pickwick Records, hãng ghi âm không mấy danh tiếng đã lợi dụng tên tuổi mới gây dựng của Simon & Garfunkel để phát hành một album dưới cái tên The Hit Sounds of Simon & Garfunkel. Album này gồm 10 ca khúc được ghi âm bởi cặp song ca vào cuối những năm 50, đầu những năm 60, khi họ còn được biết đến với cái tên Tom & Jerry, bao gồm cả ca khúc hit "Hey Schoolgirl"-"Dancin' Wild". Simon & Garfunkel đã kiện Pickwick ra tòa, cuối cùng hãng này phải rút album The Hit Sounds of Simon & Garfunkel ra khỏi thị trường.
Tháng 6/1967, Simon & Garfunkel biểu diễn tại Liên hoan Monterey Pop Festival. Cùng năm đó, họ phụ trách phần âm nhạc cho bộ phim nổi tiếng The Graduate, album soundtrack của bộ phim được phát hành vào ngày 21/2/1967 đã leo lên vị trí thứ nhất trên bảng xếp hạng. Theo tuần san báo Variety của Peter Bart ngày 15/5/2005, đạo diễn Mike Nichols đã rất hứng thú với âm nhạc của cặp song ca trong suốt quá trình làm phim. Larry Turman,nhà sản xuất của ông đã đề nghị Simon viết 3 bài hát mới nhưng đến khi bộ phim đã gần được biên tập xong thì Simon mới viết được 1 bài. Mike Nichols nài nỉ Simon viết thêm nhưng Simon do phải đi lưu diễn liên tục nên không có thời gian. Ông cũng chơi thử một vài nốt trong bài hát mới cho Nichols nghe thử "Nó không phải dành cho bộ phim, đó là bài hát về quá khứ, về Mrs. Roosevelt và Joe DiMaggio". Nichols sau đó đã khuyên Simon "Bây giờ bài hát sẽ nói về Mrs. Robinson chứ không phải Mrs. Roosevelt nữa".
Album thứ ba của Simon & Garfunkel mang tên Bookends được phát hành chính thức vào ngày 3/4/1968. Với chủ đề bao trùm là nỗi mất mát, sự già cỗi, album mang đậm dấu ấn những biến động trong xã hội Mĩ thời kì cuối thập niên 60, thể hiện rõ sự trưởng thành vượt bậc trong âm nhạc của Simon & Garfunkel. Bookends cũng gồm một số bài hát do Simon sáng tác nhưng không được sử dụng trong phim The Graduate: "A Hazy Shade of Winter", "Overs", và "Punky's Dilemma"... Ngay sau khi phát hành, album lập tức vươn lên đứng đầu bảng xếp hạng Billboard Top Album, bốn single " "A Hazy Shade of Winter", "Fakin' it", "At the zoo" và "Mrs Robinson" cũng lần lượt lọt vào top 25. Riêng ca khúc "Mrs Robinson" trong album The Graduate trước đó đã xếp thứ nhất trên Billboard, xuất hiện trong Bookends là bản đầy đủ với phần lời được Simon viết thêm.
Mùa thu năm 1968, Simon & Garfunkel trở lại Anh hát trong chương trình Kraft Hall được phát sóng trên đài BBC. Cặp song ca đã trình bày 7 bài hát: "A Poem on The Underground Wall", "For Emily Whenever I May Find Her", "Overs", "Anji", "Patterns", "The Sound Of Silence" và "The 59th Street Bridge Song/Feeling Groovy". Trong đó màn trình diễn ghi ta "Anji" có sự góp mặt của Eddie Simon, em trai của Paul Simon.
Tháng 3/1969, ca khúc "Mrs Robinson" đã được trao giải Grammy cho Ghi âm của năm, cùng với đó Simon cũng nhận được giải Sáng tác nhạc phim xuất sắc nhất.

### Lần tan rã thứ hai
Kể từ năm 1969, những chuyến lưu diễn liên tục cùng những bất đồng quan điểm khiến quan hệ giữa hai thành viên trong ban nhạc ngày một xấu đi. Art Garfunkel bắt đầu theo đuổi niêm đam mê mới với điện ảnh bằng việc tham gia vai diễn Nately trong bộ phim làm trên đề tài Thế chiến 2 Catch-22 của Đạo diễn Mike Nichols. Vai diễn kéo dài 5 tháng khiến Garfunkel phải bay đến México, bỏ lại Simon ở lại New York một mình sáng tác và ghi âm.
Cùng thời gian đó chương trình truyền hình đặc biệt ngày 30/12/1969 Songs of America có quay lại cảnh ghi âm trong studio, các cuộc phỏng vấn, những cảnh hậu trường dọc chuyến lưu diễn của Simon & Garfunkel cuối năm 1969, đã bị từ chối phát sóng bởi liên quan quá nhiều đến chính trị, đặc biệt là cuộc chiến tranh Việt Nam.
Album thứ năm, Bridge over Troubled Water, sau nhiều tháng trì hoãn, cuối cùng đã được phát hành vào ngày 26/2/1970, vươn lên đứng đầu bảng xếp hạng Billboard Top Album và là một trong những album bán chạy nhất của thập niên 70. Single cùng tên " Bridge over Troubled Water" được thể hiện chủ yếu qua giọng hát của Art Garfunkel thành công rực rỡ, xếp thứ nhất Billboard trong 6 tuần. Các single còn lại cũng lần lượt lọt vào top 20: "Cecilia" hạng 4, "The Boxer" hạng 7 và "El Condor Pasa " hạng 18.
Năm 2003, Bridge over Troubled Water đã được Tạp chí Rolling Stone xếp ở vị trí thứ 51 trong số 500 album hay nhất mọi thời đại. Tính đến nay album đã bán được hơn 25 triệu bản trên toàn thế giới. Album cũng đã đem về cho Simon & Garfunkel 6 giải Grammy, trong đó có 3 giải quan trọng nhất là Album của năm, Ghi âm của năm và Ca khúc của năm cho ca khúc "Bridge over Troubled Water". Năm 1977, album cũng được trao giải Album quốc tế xuất sắc nhất tại lần trao giải đầu tiên của Brit Awards.
Năm 1970, cặp song ca tan rã. Đường ai nấy đi Paul Simon tiếp tục theo đuổi sự nghiệp solo thành công, đỉnh cao là album Graceland với sự pha trộn của nhạc pop Mĩ cùng những âm thanh châu Phi. Trong khi đó Art Garfunkel duy trì song song giữa đóng phim và ca hát, không viết nhạc hay chơi bất cứ nhạc cụ nào khi còn ở trong Simon & Garfunkel, ông hợp tác với nhiều nghệ sĩ sáng tác bài hát khác, trong đó phải kể đến Jimmy Webb.

### Những lần tái hợp
Tháng 6/1972, Simon & Garfunkel tái hợp lần đầu tiên trong show hòa nhạc từ thiện tại Quảng trường Madison Square Garden phục vụ cho chiến dịch tranh cử của ứng cử viên tổng thống George McGovern. Cũng trong năm đó, họ trở lại studio của Columbia cùng cho ra album tuyển tập Simon & Garfunkel's Greatest Hits. Album vẫn chứng tỏ sức hút của Simon & Garfunkel ngay cả khi họ đã tan rã bằng việc vươn lên vị trí thứ 5 trên Billboard, đồng thời bán được 14 triệu bản tính riêng ở thị trường Mĩ, giữ kỉ lục là album bán chạy nhất của một cặp song ca.
Ngày 18/10/1975, Simon & Garfunkel cùng xuất hiện trong show truyền hình của Đài NBC Saturday Night Live, cặp song ca cùng biểu diễn 3 bài hát "The Boxer", "Scarborough Fair" và "My Little Town". Trong đó "My Little Town" là ca khúc mới nhất của Simon & Garfunkel sau 5 năm tan rã. Single này xuất hiện trong cả hai album, Still Crazy After AllTthese Years của Paul Simon và Breakaway của Art Garfunkel, đã vươn lên vị trí thứ 9 trên Billboard và đem về cho họ một đề cử Grammy nhóm trình bày pop xuất sắc nhất.
Năm 1977, Simon, James Taylor cùng Garfunkel hợp ca trong bản cover ca khúc "Wonderful World" của Sam Cooke. Ca khúc này có mặt trong album solo thứ ba của Art Garfunkel Watermark, vươn lên vị trí thứ nhất trên bảng xếp hạng Billboard Adult Contemporary và xếp hạng 17 trên Billboard Hot 100. Simon cũng hát làm nền cho ca khúc "In Cars" trong album solo phát hành năm 1981 của Garfunkel, Scissors Cut.
Ngày 19/9/1981, Simon & Garfunkel tiếp tục tái hợp trong buổi hòa nhạc miễn phí tại Central Park, New York. Buổi biểu diễn đã trở thành một sự kiện lớn thu hút hơn 500000 người hâm mộ, được ghi âm lại thành album và phát hành dưới dạng đĩa CD/DVD có tên The Concert in Central Park, trong khi đó bản cover ca khúc của The Everly Brothers "Wake Up Little Susie" được phát hành dưới dạng single. Thành công tại Central Park đã dẫn tới tour diễn vòng quanh thế giơí của cặp song ca vào năm 1982-1983. Sau đó Simon & Garfunkel dự định phát hành một album mới có tên Think Too Much nhưng do bất đồng quan điểm cùng những động thái tiêu cực từ công ty ghi âm đã khiến cho Simon buộc phải xóa toàn bộ phần ghi âm giọng hát của Art Garfunkel trước đó và làm lại thành album của riêng mình, Hearts and Bones phát hành năm 1983.
Lần xuất hiện tiếp theo của cặp song ca trước công chúng là vào năm 1990 khi Simon & Garfunkel được lưu danh vào Rock and Roll Hall of Fame. Họ đã hát hai ca khúc nổi tiếng của nhóm là "Bridge over Troubled Water" và "The Boxer". Năm 1993, họ lại cùng nhau góp mặt trong 21 show diễn bán hết vé, trong đó một nửa là phần solo của Simon cùng ban nhạc của mình, nửa còn lại là phần biểu diễn của Simon & Garfunkel. Cũng vào năm này, cặp đôi xuất hiện trong một số show diễn từ thiện, đáng chú ý là buổi hòa nhạc Bridge School Benefit và phần biểu diễn gây quỹ United Way Children's Charities tại SkyDome, Toronto.
Năm 2002, Columbia/Legacy cho phát hành Live from New York City, album này ghi âm lại gần như toàn bộ buổi hòa nhạc của Simon & Garfunkel tại Philharmonic Hall, Lincoln Center, New York ngày 22/2/1967, chỉ ngoại trừ ca khúc "Red Rubber Ball". Album cũng bao gồm phần biểu diễn "A Church Is Burning", bài hát trước đó vốn chỉ có mặt trong The Paul Simon Songbook mà không có mặt trong bất kì album studio nào của Simon & Garfunkel.
Ngày 23/2/2003, Simon & Garfunkel cùng xuất hiện trong ca khúc "The Sound of Silence" mở màn cho lễ trao giải Grammy Award.Cũng tại đây,cặp song ca đã được vinh danh cho những cống hiến âm nhạc trong hơn 4 thập kỉ bằng giải thưởng danh giá Thành tựu trọn đời. Sau đó những tin đồn về sự cải thiện mối quan hệ giữa hai thành viên cuối cùng cũng trở thành sự thật khi giữa năm 2003, Simon & Garfunkel tuyên bố tái hợp trong tour diễn có tên Old Friends. Tour diễn đầu tiên sau hơn 20 năm bắt đầu từ ngày 16/10 và kết thúc vào ngày 21/12/2003 tại Tampa, gồm 40 buổi hòa nhạc tại 28 thành phố của nhiều nước Mĩ, Nhật Bản, Canada, Ô-xtrây-li-a và châu Âu. Với khách mời đặc biệt là The Everly Brothers, Simon & Garfunkel đã biểu diễn những ca khúc được yêu thích nhất của họ, từ những hit lớn "The Sound Of Silence", "The Boxer", "Mrs Robinson", "Bridge over Troubled Water"... đến những ca khúc ít người biết đến hơn như "Leaves That Are Green" hay "Hey Schoolgirl". Tour diễn Old Friends đã trở thành một hiện tượng thu hút đông đảo người hâm mộ, báo chí và giới chuyên môn, dẫn đến tour diễn tiếp theo vào tháng 6,7 năm 2004, gồm hơn 25 buổi hòa nhạc, đỉnh cao là show diễn miễn phí tại Colosseum, Rome, I-ta-li-a với sự có mặt của hơn 600000 khán giả.
CD/DVD Old Friends: Live on Stage được phát hành sau đó vào cuối năm 2004, bao gồm cả một số cảnh trong chương trình Songs of America năm 1969 và một bài hát "mới" vốn đã được dự định có mặt trong album tái hợp năm 1983"Citizen of The Planet".
Năm 2007, trong lễ trao giải Gershwin Awards, nhân dịp được vinh danh, Simon đã giới thiệu Art Garfunkel như là "my partner in arguments", hai người cùng trình bày ca khúc "Bridge over Troubled Water".
Ngày 18/9/2007, Columbia/Legacy phát hành Live 1969, ghi lại tour diễn quảng bá cho album Bridge over Troubled Water của Simon & Garfunkel vào năm 1969. Theo tạp chí Billboard thì đáng lẽ ra theo dự định album này sẽ được phát hành trước Bridge over Troubled Water năm 1970, nhưng không hiểu vì lý do gì mà mãi đến năm 2007, album mới chính thức được công bố.
Ngày 13/2/2009, Simon cùng ban nhạc của mình biểu diễn tại sân khấu huyền thoại Beacon Theater tại New York, nhân dịp nhà hát này hoạt động trở lại sau 7 tháng đóng cửa để sửa chữa. Buổi biểu diễn cũng gồm có sự hiện diện Art Garfunkel. Hai người cùng trình bày ba ca khúc "The Sound of Silence", "The Boxer" và "Old Friends".
Ngày 2/4/2009, Simon & Garfunkel khởi động tour diễn qua Nhật Bản, New Zealand và Ô-xtrây-li-a vào tháng 6,7. Sau đó ngày 29-30/10/2009, họ có mặt trong buổi hòa nhạc kỉ niệm 25 năm Rock & Roll Hall of Fame tại Quảng trường Madison Square Garden, New York. Buổi biểu diễn cũng gồm sự tham gia của nhiều nghễ sĩ nổi tiếng khác như:Bruce Springsteen & The E Street Band; U2; Metallica; Aretha Franklin; Stevie Wonder, và Crosby, Stills & Nash.
Tháng 3/2010, Simon & Garfunkel tiếp tục thông báo tour diễn mùa xuân gồm 13 show, khởi đầu vào tháng 4 với phần trình diễn tại New Orleans Jazz & Heritage Festival. Phần lớn tour diễn tập trung tại Canada, còn lại là 4 buổi hòa nhạc diễn ra tại Mĩ. Tuy vậy ngày 17/6/2010, họ buộc phải hoãn toàn bộ tour diễn này do Art Garfunkel bị nhiễm chứng viêm dây thanh quản và không thể ca hát được.
Ngày 8/3/ 2011, nhân dịp kỉ niệm 40 năm Bridge over Troubled Water ra đời,album tiếp tục được phát hành lại một lần nữa. Bridge over Troubled Water: 40th Anniversary Edition gồm 1 đĩa CD album gốc và 1 đĩa DVD ghi lại toàn bộ chương trinh gây tranh cãi "Songs of America" cùng bộ phim tài liệu về quá trình thực hiện album Bridge over Troubled Water có tên The Harmony Game.

### Ảnh hưởng
Ngay từ những ngày tháng đẩu tiên cho đến tận sau khi tan rã, Simon & Garfunkel luôn có một ảnh hưởng rộng rãi trong nền văn hóa đại chúng Mĩ được chứng tỏ bằng hàng loạt những bản cover các ca khúc nổi tiếng của họ, những bộ phim, những show truyền hình trên ti vi và rất nhiều lĩnh vực khác đều có thể bắt gặp bóng dáng dù ít hay nhiều của cặp song ca này.

## Niên biểu

### Album studio
1964	Wednesday Morning, 3 A.M
1966	Sounds of Silence
1966	Parsley, Sage, Rosemary and Thyme
1968	Bookends
1970	Bridge over Troubled Water

### Các single trên bảng xếp hạng Billboard Hot 100
•	1965: "The Sound of Silence" (#1) / "We've Got a Groovy Thing Goin'"
•	1966: "Homeward Bound" (#5) / "Leaves That Are Green"
•	1966: "I Am a Rock" (#3)/ "Flowers Never Bend With The Rainfall"
•	1966: "The Dangling Conversation" (#25)/"The Big Bright Green Pleasure Machine"
•	1966: "A Hazy Shade of Winter" (#13) / "For Emily, Whenever I May Find Her"
•	1967: "At The Zoo" (#16) / "The 59th Street Bridge Song (Feelin' Groovy)"
•	1967: "Fakin' it" (#23) / "You Don't Know Where Your Interest Lies"
•	1968: "Scarborough Fair/Canticle" (#11) / "April Come She Will"
•	1968: "Mrs. Robinson" (#1) /
•	1969: "The Boxer" (#7) / "Baby Driver" (#101)
•	1970: "Bridge over Troubled Water" (#1) / "Keep The Customer Satisfied"
•	1970: " Cecilia" (#4) / "he Only Living Boy In New York"
• 1970: "El Cóndor Pasa" (#18) / "Why Don't You Write Me"
•	1972: "For Emily, Whenever I May Find Her" (live version) (#53) / "America" (#97)
•	1975: "My Little Town" (#9) / "Rag Doll" (Art Garfunkel) / "You're Kind" (Paul Simon)
•	1982: "Wake Up Little Susie" (#27) / "Me and Julio Down By The Schoolyard

### Giải thưởng
•	Grammy Awards (1969) – Record of the Year, Best Contemporary Pop Performance - Vocal Duo or Group (cho ca khúc "Mrs. Robinson"); Best Original Score Written for a Motion Picture or a Television Special (cho phim The Graduate)
•	Grammy Awards (1971) – Record of the Year, Album of the Year, Song of the Year, Best Contemporary Song, Best Instrumental Arrangement Accompanying Vocalist(s), Best Engineered Recording, Best Contemporary Vocal Group (cho ca khúc và album Bridge Over Troubled Water)
•	Brit Awards (1978) – Best International Album (trong vòng 25 năm) (cho album Bridge Over Troubled Water)
•	Rock and Roll Hall of Fame (1990)
•	Grammy Awards (2004) – Grammy Lifetime Achievement Award